# Annay (Pas-de-Calais)
Annay – miejscowość i gmina we Francji, w regionie Hauts-de-France, w departamencie Pas-de-Calais.
Według danych na rok 1990 gminę zamieszkiwały 5132 osoby, a gęstość zaludnienia wynosiła 1185 osób/km² (wśród 1549 gmin regionu Nord-Pas-de-Calais Annay plasuje się na 174. miejscu pod względem liczby ludności, natomiast pod względem powierzchni na miejscu 738.).